# HD 23079 b
HD 23079 b (formell auch Guarani) ist ein Exoplanet, der den gelben Zwerg HD 23079 alle 730,6 Tage umkreist. Auf Grund seiner hohen Masse wird angenommen, dass es sich um einen Gasplaneten handelt.

## Entdeckung
Der Planet wurde mit Hilfe der Radialgeschwindigkeitsmethode von C. G. Tinney et al. im Jahr 2001 entdeckt.

## Umlauf und Masse
Der Planet umkreist seinen Stern in einer Entfernung von ca. 1,6 Astronomischen Einheiten bei einer Exzentrizität von 10,2 % und hat eine Masse von ca. 778,9 Erdmassen bzw. 2,45 Jupitermassen.